# Guacara (khu tự quản)
Guacara là một khu tự quản thuộc bang Carabobo, Venezuela. Thủ phủ của khu tự quản Guacara đóng tại Guacara. Khự tự quản Guacara có diện tích 165 km2, dân số theo điều tra dân số ngày 21 tháng 10 năm 2001 là 142227 người.